# Paul Frère
Paul Frère (Le Havre, Francia, 30 de enero de 1917-Saint-Paul-de-Vence, Francia, 23 de febrero de 2008) fue un piloto de automovilismo belga. En Fórmula 1 disputó 11 Grandes Premios y obtuvo un podio.
En 1960 ganó las 24 horas de Le Mans con Ferrari con el belga Olivier Gendebien.

## Resultados

### Fórmula 1
(Clave) (negrita indica pole position) (cursiva indica vuelta rápida)

| Año         | Escudería        | 1   | 2     | 3       | 4       | 5   | 6       | 7       | 8       | 9   | Pos. | Puntos |
| ----------- | ---------------- | --- | ----- | ------- | ------- | --- | ------- | ------- | ------- | --- | ---- | ------ |
| 1952        | HW Motors        | SUI | 500   | BEL 5   | FRA     | GBR | GER Ret |         |         |     | 16.º | 2      |
| 1952        | Ecurie Belge     |     |       |         |         |     |         | NED Ret | ITA     |     | 16.º | 2      |
| 1953        | HW Motors        | ARG | 500   | NED     | BEL 10  | FRA | GBR     | GER     | SUI Ret | ITA | NC   | 0      |
| 1954        | Equipe Gordini   | ARG | 500   | BEL Ret | FRA Ret | GBR | GER Ret | SUI     | ITA     | ESP | NC   | 0      |
| 1955        | Scuderia Ferrari | ARG | MON 8 | 500     | BEL 4   | NED | GBR     | ITA     |         |     | 15.º | 3      |
| 1956        | Scuderia Ferrari | ARG | MON   | 500     | BEL 2   | FRA | GBR     | GER     | ITA     |     | 7.º  | 6      |
| Referencia: |                  |     |       |         |         |     |         |         |         |     |      |        |